# فرودگاه منطقه‌ای شهرستان هانوفر
فرودگاه منطقه‌ای شهرستان هانوفر (به انگلیسی: Hanover County Municipal Airport) یک فرودگاه همگانی بهره‌برداری هوایی است که یک باند فرود آسفالت دارد و طول باند آن ۱۶۴۷ متر است. این فرودگاه در شهر ریچموند، ویرجینیا کشور ایالات متحده آمریکا قرار دارد و در ارتفاع ۶۳ متری از سطح دریا واقع شده‌است.